# Welser
Welser var en tysk bankierfamilie. Slægten var oprindeligt en patricierfamilie fra Augsburg og blev i 1500-tallet en af verdens førende bankierer ved at finansiere kejser Karl V. Sammen med Fuggerfamilien kontrollerede welserne store deler af europæisk økonomi og opnåede en enorm rigdom gennem handel og kolonisering af Amerika. I 1528 fik Bartholomeus V Welser kolonien Venezuela i sikkerhed for et stort lån af kejser Karl, og familien blev ejere af kolonien. Hans søn Bartholomeus VI Welser udforskede Venezuela og blev henrettet af den spanske guvernør Juan de Carvajal i 1546; efter en langvarig juridisk kamp mistede familien rettighederne til kolonien i 1556. Philippine Welser (1527–1580), berømt for sin lærdom og skønhed, var gift med ærkehertug Ferdinand II, ældste søn af kejser Ferdinand I og hersker over Tyrol fra 1564.
Familien hævdede at nedstamme fra den byzantinske general Belisarius og er dokumenteret siden 1200-tallet. Allerede i første del af Opdagelsestiden havde det welserske handelshus afdelinger i Antwerpen, Lyon, Madrid, Nürnberg, Sevilla, Lissabon, Venedig, Rom og Santo Domingo.